# Andrea Clavadetscher
Andrea Clavadetscher (* 14. Dezember 1960 in Schiers) ist ein ehemaliger Radsportler aus Liechtenstein und nationaler Meister im Radsport.

## Sportliche Laufbahn
Als Amateur startete Clavadetscher für den Velo Club Ruggell. Er begann 1974 mit dem Radsport und startete bereits in Wettkämpfen bei Schülerrennen. 1981 stieg er in die Eliteklasse der Amateure in der Schweiz auf. In seiner Laufbahn als Radsportler konnte er mehr als 50 Siege und rund 250 Podiumsplatzierungen erreichen. Den ersten von seinen insgesamt sieben Erfolgen bei den Liechtensteiner Meisterschaften holte er sich 1983. 1989 und 1991 konnte er sich zudem den nationalen Titel im Strassenrennen der Schweizer Amateure sichern. Das wichtigste Eintagesrennen in Liechtenstein, die Schellenberg-Rundfahrt gewann er ebenfalls zweimal, erstmals 1983 bei der 20. Austragung und nochmals 1987.
Er war auch als Bahnfahrer aktiv. So konnte er 1986, 1988 und 1989 jeweils Zweiter der Meisterschaft der Amateur-Steher der Schweiz werden; Dritter wurde er bei den Titelkämpfen 1987. Auch ein Sieg beim Sechstagerennen der Amateure in Zürich 1987 steht in seinen Palmares. An den UCI-Weltmeisterschaften nahm er insgesamt achtmal (erstmals 1981) teil. Platz 12 bei der Österreich-Rundfahrt 1983 war seine beste Platzierung bei einer großen Landes-Rundfahrt. 1984 bestritt er auch die Tour de l’Avenir. Andrea Clavadetscher verlegte sich im Verlauf seiner Laufbahn auf das Bestreiten von Langstreckenradrennen. 2001 gewann er das Race Across Amerika, das auf einer Distanz von 4800 Kilometern von Portland (Oregon) nach Gulf Breeze in Kalifornien (und u. a. über 30.000 Höhenmeter führte) absolviert wurde. 2003 gewann er das Rennen xxxalps. Am 7. August 2004 stellte er einen Weltrekord im 24-Stunden-Radrennen mit zurück gelegten 813,636 Kilometern auf. Zuvor hatte er bereits 2002 die internationale amerikanische Meisterschaft im 24-Stunden-Zeitfahren gewonnen.

## Berufliches
Nach seiner Laufbahn arbeitet er als Referent und gibt Motivationsseminare zu Themen wie „Lust auf Leistung“ und „Mut zum Unvorstellbaren“. 2019 wurde er vom Schweizer Verband zum Nationaltrainer für die Mountainbike-Marathon-Nationalmannschaft berufen.

## Ehrungen
1991 und 2001 wurde Clavadetscher Liechtensteiner Sportler des Jahres.

## Publikationen
- Lust auf Leistung. IKOS-Verlag, 2003, ISBN 3-906473-20-1.
- Der Mutmacher. Edition 13, Triesen 2002, ISBN 3-9522637-0-2.